# Low-Density Supersonic Decelerator

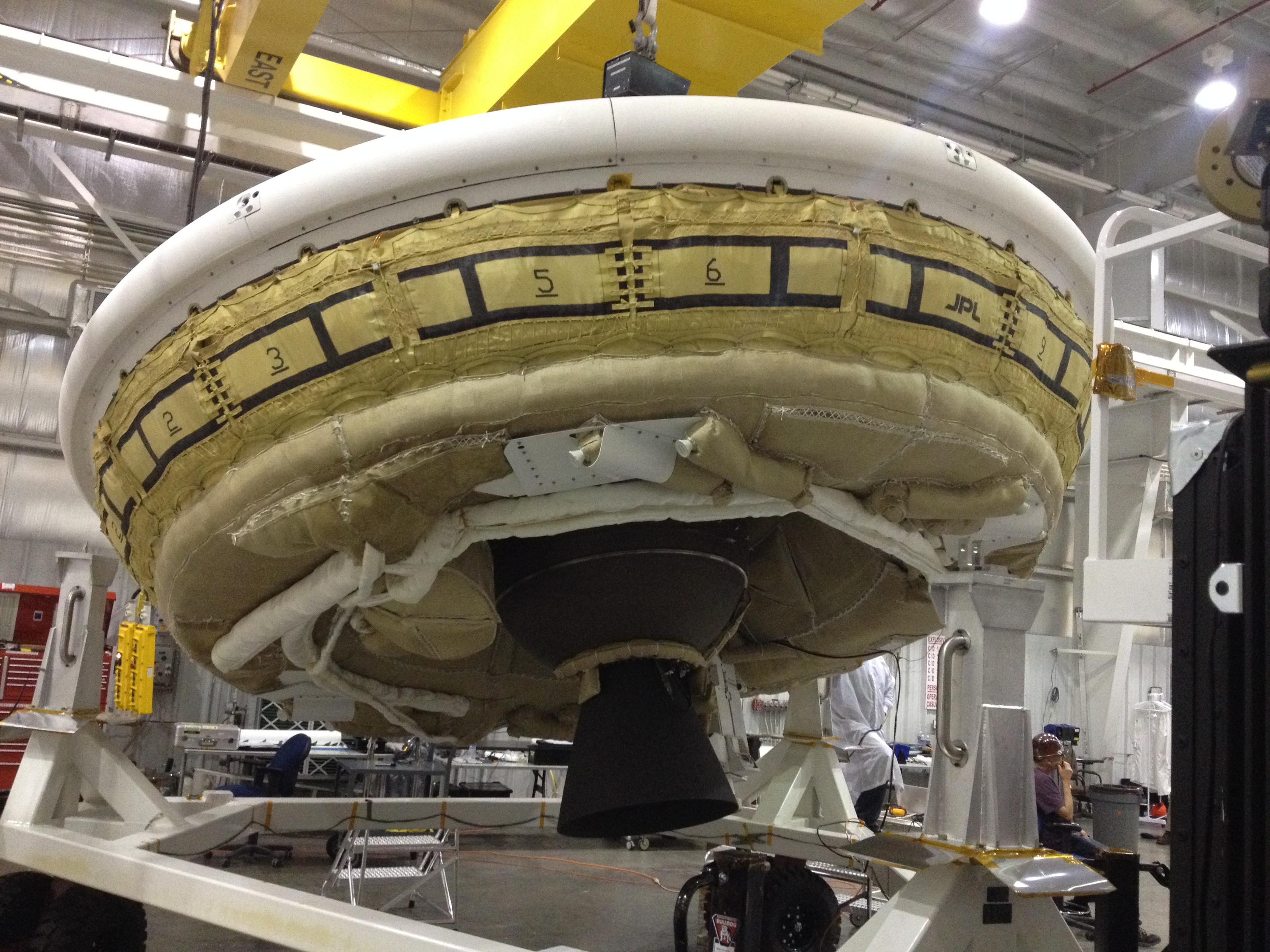
Le véhicule de démonstration avec le moteur à propergol solide chargé de l'accélérer dans la haute atmosphère. La partie gonflable est en position repliée.

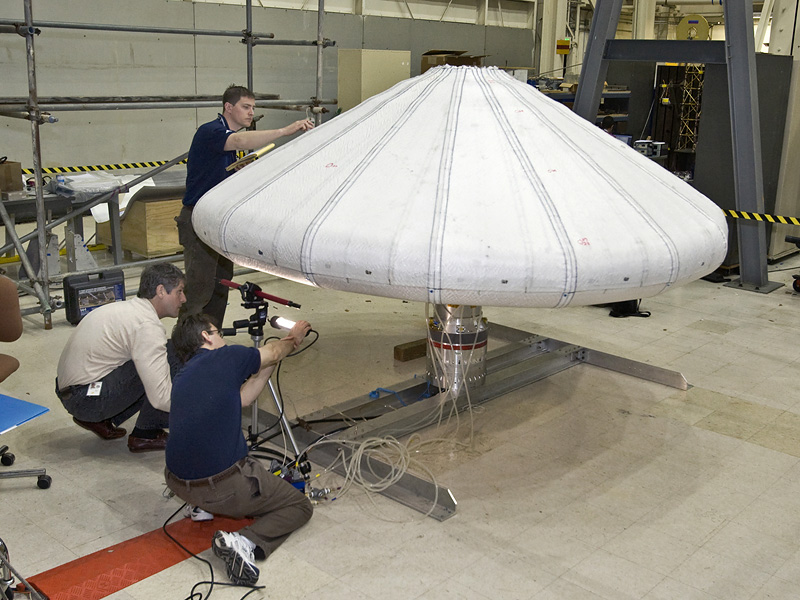
Le bouclier thermique gonflable IRVE testé par la NASA en 2009 est un autre type de dispositif permettant de poser des masses plus lourdes sur Mars.

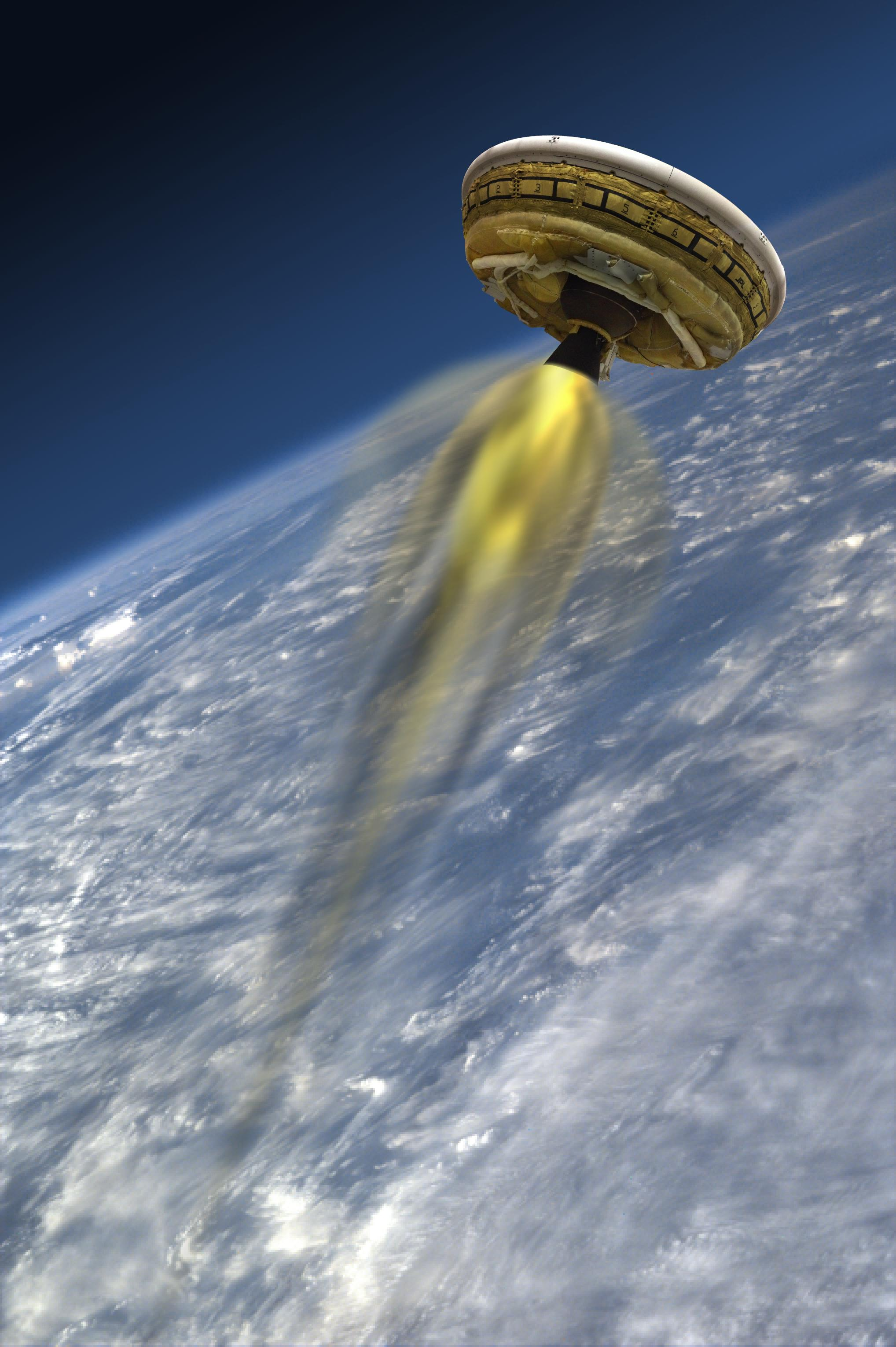
Phase d'accélération : vue d'artiste.

Le Low-Density Supersonic Decelerator ou LDSD (en français Décélérateur supersonique de faible densité) est un prototype de véhicule de rentrée atmosphérique développé par la NASA et destiné à mettre au point des techniques d'atterrissage de vaisseaux lourds sur le sol de la planète Mars en vue notamment d'une mission de retour d'échantillons ou à plus long terme d'une mission habitée vers Mars. La faible densité de l'atmosphère martienne (0,6 % de celle de la Terre) limite, avec les technologies actuelles héritées du programme Viking, la masse de la charge utile pouvant être déposée sur le sol à une tonne. Cette masse maximale est atteinte par l'astromobile (rover) Curiosity du Mars Science Laboratory. Avec les technologies mises en œuvre par le LDSD, cette masse pourrait être portée à 3 tonnes dans la version testée en 2014 et 20 tonnes dans une version agrandie.
Le LDSD permet de tester deux dispositifs qui se complètent. Le premier est un système gonflable déployé lorsque la vitesse descend en dessous de Mach 3,5 qui accroît la surface frontale du vaisseau et donc la traînée induite durant la descente. Le second est un parachute deux fois plus grand (30,5 m) que ceux employés jusque-là qui est ouvert lorsque la vitesse du vaisseau est encore supersonique. Ce programme de recherche, dans lequel la NASA a prévu d'investir 230 millions de dollars américains, comporte de nombreux essais en soufflerie et le vol de trois prototypes LDSD dans la haute atmosphère terrestre en 2014 et 2015.
Le premier vol a eu lieu le 28 juin 2014, et a permis de valider le fonctionnement du bouclier gonflable mais le parachute s'est mis en torche. Un deuxième vol qui a eu lieu le 8 juin 2015, permet une fois de plus de valider le fonctionnement du bouclier gonflable  mais malgré un renforcement du parachute, celui-ci se déchire comme lors du premier test. Mais à la suite d'une réduction des fonds destinés à la mise au point de nouvelles technologies, le troisième vol prévu en 2016 est annulé. Toutefois le projet est réactivé avec le développement du LOFID qui effectue un test réussi en novembre 2022.  

## Contexte: l'atterrissage sur Mars
La dernière phase de l'arrivée d'une mission spatiale sur le sol de Mars, qui comprend la rentrée atmosphérique à grande vitesse (entre 4 et 6 km/s), la décélération et l'atterrissage à vitesse quasi nulle (phase baptisée EDL en anglais Entry, Descent and Landing), est une phase cruciale qui aujourd'hui se heurte à des contraintes techniques dès qu'il faut faire atterrir plus d'une tonne sur la planète. Pour atterrir, il est nécessaire d'annuler cette vitesse. Il existe deux méthodes pour y parvenir : utiliser les forces de traînée c'est-à-dire le frottement avec l'atmosphère. C'est ce que font les vaisseaux habités qui reviennent sur Terre. L'atmosphère fait alors tout le travail et la seule pénalité en poids pour le vaisseau est constituée par la masse du bouclier thermique qui protège le vaisseau de l'élévation de température très forte durant la phase de freinage (la masse de ce bouclier peut être néanmoins significative). Lorsqu'une planète est dépourvue d'atmosphère comme sur la Lune, on annule la vitesse en ayant recours à la poussée de moteurs-fusées. Mais cette solution est extrêmement coûteuse car elle nécessite de consacrer une grande partie de la masse du vaisseau au carburant utilisé. La masse qui doit être sacrifiée est proportionnelle à la gravité de la planète : poser sur la Lune le module lunaire Apollo sacrifie ainsi la moitié du poids du vaisseau au profit du carburant avec une vitesse à annuler 3 fois plus faible que sur Mars. 
La densité très faible de l'atmosphère de Mars (1% de celle de la Terre) la place, pour le scénario de descente, dans une situation intermédiaire entre la Terre et la Lune. La sonde spatiale Mars Science Laboratory (MSL), qui a atterri sur Mars en 2012, fut obligée de recourir à des moteurs pour se freiner à partir de l'altitude de 1 500 mètres. Le problème devient d'autant plus aigu que la charge à poser est lourde. En effet, les forces de traînée qui doivent ralentir le vaisseau sont proportionnelles à la surface du vaisseau qui s'oppose à la progression du vaisseau. Tous les atterrisseurs martiens de la NASA, y compris MSL lancé en 2011, ont recours à un ensemble de technologies (véhicule de descente/bouclier thermique, parachute) mises au point pour les sondes spatiales Viking. Leur utilisation permet avec une surface frontale d'environ 4,5 mètres de diamètre (cas de MSL) de déposer sur Mars un vaisseau qui ne peut excéder une masse de 1 tonne. Il faut en effet 1 m² de surface frontale pour faire atterrir un véhicule de descente de 150 kg (50 kg à l'arrivée au sol une fois largué tous les dispositifs de descente). Une surface frontale de 7,5 mètres de diamètre permet de poser un peu plus de 2 tonnes et avec 10 mètres de diamètre on peut poser 3,5 tonnes, ... Or la coiffe des lanceurs actuels ne permet pas de lancer un véhicule dont le diamètre excède 4,5 mètres (diamètre externe maximal de 6 mètres). Pourtant, les missions envisagées  - retour d'échantillon, vol habité vers Mars - nécessitent que cette contrainte soit levée. Le deuxième problème soulevé par la faiblesse de la traînée atmosphérique sur Mars est que la vitesse ne devient inférieure à Mach 1 que lorsque le vaisseau est très près du sol : le vaisseau et son équipage disposent de très peu de temps pour modifier le site d'atterrissage si la trajectoire du vaisseau l'amène sur une zone parsemée d'obstacles ou le conduit à une trop grande distance du lieu visé. De plus, cette contrainte interdit l'atterrissage sur des zones situées à des altitudes trop élevées (soit près de 50 % de la superficie de Mars). Enfin, la taille du parachute conçu dans le cadre du programme Viking doit être revu à la hausse si on veut pouvoir augmenter la masse.
Des recherches sont menées à la NASA pour améliorer l'efficacité du freinage dans une atmosphère peu dense. Différentes techniques passives (sans recours à une propulsion) sont à l'étude :
- Bouclier thermique gonflable offrant une surface de freinage beaucoup plus importante dans la phase haute de la descente[N 2],[3].
- Structure gonflable permettant un accroissement de la surface frontale durant la descente et déployée à des vitesses hypersoniques. Cette structure n'est pas conçue pour jouer le rôle de bouclier thermique et elle est donc utilisée à des vitesses hypersoniques plus faibles que le bouclier thermique gonflable. Le programme LDSD porte sur ce type de dispositif.
- Structure en forme d'anneau gonflable en remorque du vaisseau à la manière d'une ancre flottante durant la phase haute du vol.
- Ballute (croisement entre un parachute et un ballon) déployé avant l'entrée dans l'atmosphère martienne et travaillant également à la manière d'une ancre flottante.
- Parachute de très grande dimension (près de 90 mètres de diamètre pour un module pesant 50 tonnes) déployé alors que le vaisseau est à vitesse hypersonique.

## Le projet LDSD et ses objectifs

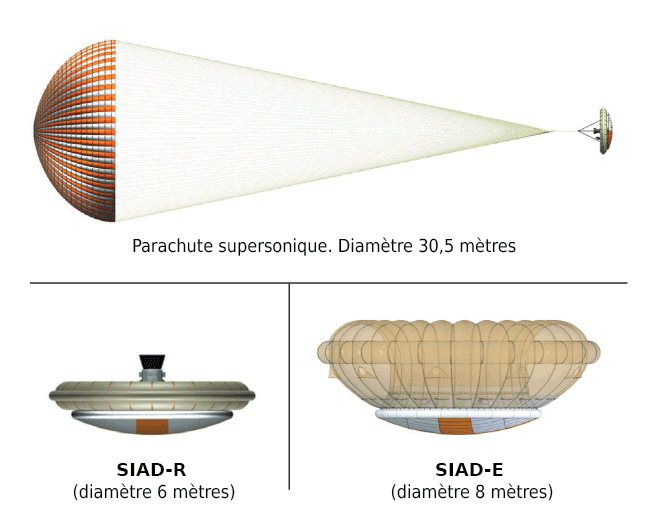
Les trois techniques développées dans le cadre du programme Low-Density Supersonic Decelerator (LDSD) : véhicule de rentrée partiellement gonflable de 6 mètres de diamètre pour des sondes spatiales martiennes, véhicule de rentrée de 8 mètres de diamètre pour une mission habitée et parachute supersonique de 30,5 mètres de diamètre.

Le programme LDSD a pour objectif de tester dans l'atmosphère terrestre de nouvelles techniques d'atterrissage sur Mars permettant de poser des masses supérieures à une tonne. Le programme permet d'éliminer le risque de lancer vers Mars une mission en utilisant une technologie qui n'a pas fait ses preuves. Le programme est suivi par la Direction des technologies spatiales de la NASA et est géré par le centre JPL de l'agence spatiale. Le démonstrateur est développé par le centre de vol spatial Marshall de Huntsville, Alabama.
Trois équipements sont testés à des vitesses supersoniques dans le cadre du programme :
- Un système gonflable portant à 6 mètres de diamètre la partie frontale du véhicule de descente martien baptisé SIAD-R (SIAD pour Supersonic Inflatable Aerodynamic Decelerator) et destiné aux sondes spatiales martiennes. La partie gonflable du bouclier est attachée à la périphérie du bouclier thermique fixe et conçue pour être gonflée avec des gaz chauds lorsque la vitesse du véhicule est supérieure ou égale à Mach 3,5 (environ 1 km/s)  et doit ralentir le véhicule jusqu'à Mach 2. Le fait que ce dispositif soit partiellement gonflable permet de disposer d'une surface frontale supérieure à ce qu'autorise le diamètre de la coiffe du lanceur (5 mètres environ pour les gros lanceurs) tout en limitant l'augmentation de la masse du véhicule de rentrée. Il n'est pas protégé contre la chaleur comme un bouclier thermique, il est donc déployé lorsque la vitesse du véhicule est suffisamment basse pour que l'échauffement ne soit pas trop important.
- Un parachute supersonique de 30,5 mètres de diamètre, baptisé SDSD (Supersonic Disk Sail Parachute), d'une superficie deux fois plus importante que celle des parachutes utilisés dans la technique Viking utilisée jusque-là par tous les atterrisseurs américains ayant atterri sur Mars y compris MSL. Le parachute doit faire passer la vitesse du véhicule de Mach 2 à une vitesse subsonique.
- Un système gonflable portant à 8 mètres de diamètre la partie frontale du véhicule de descente martien baptisé SIAD-Ret destiné aux missions habitées donc nécessitant un véhicule plus lourd. Le principe est identique au SIAD mais la partie gonflable est gonflée par un système prélevant l'atmosphère martienne.

### Performances du nouveau dispositif
En combinant le dispositif gonflable et le nouveau parachute, les ingénieurs de la NASA espèrent pouvoir largement améliorer les performances du système d'atterrissage sur Mars utilisé actuellement et développé pour les sondes Viking :
- La masse posée sur le sol martien passerait de 1,5 tonne à 2 à 3 tonnes.
- Ces nouveaux dispositifs permettraient d'accéder à de nouvelles régions de Mars situées à des altitudes de 2 à 3 kilomètres supérieures à ce que permet le système actuel.
- La précision de l'atterrissage passerait de 10 à 3 kilomètres[5].

## Mise au point
Trois vols de démonstration dans la stratosphère terrestre sont programmés en 2014 et 2015 au Pacific Missile Range Facility appartenant à la marine américaine à Kauai, Hawaï. Des tests du parachute à échelle réduite ont été réalisés auparavant en soufflerie et les différentes parties du véhicule ont été testés par ailleurs de 2012 à 2014 au Naval Air Weapons Station China Lake en Californie. La NASA a prévu d'investir 230 millions de dollars américains dans ce programme de recherche.

### Déroulement du premier vol de démonstration du 28 juin 2014

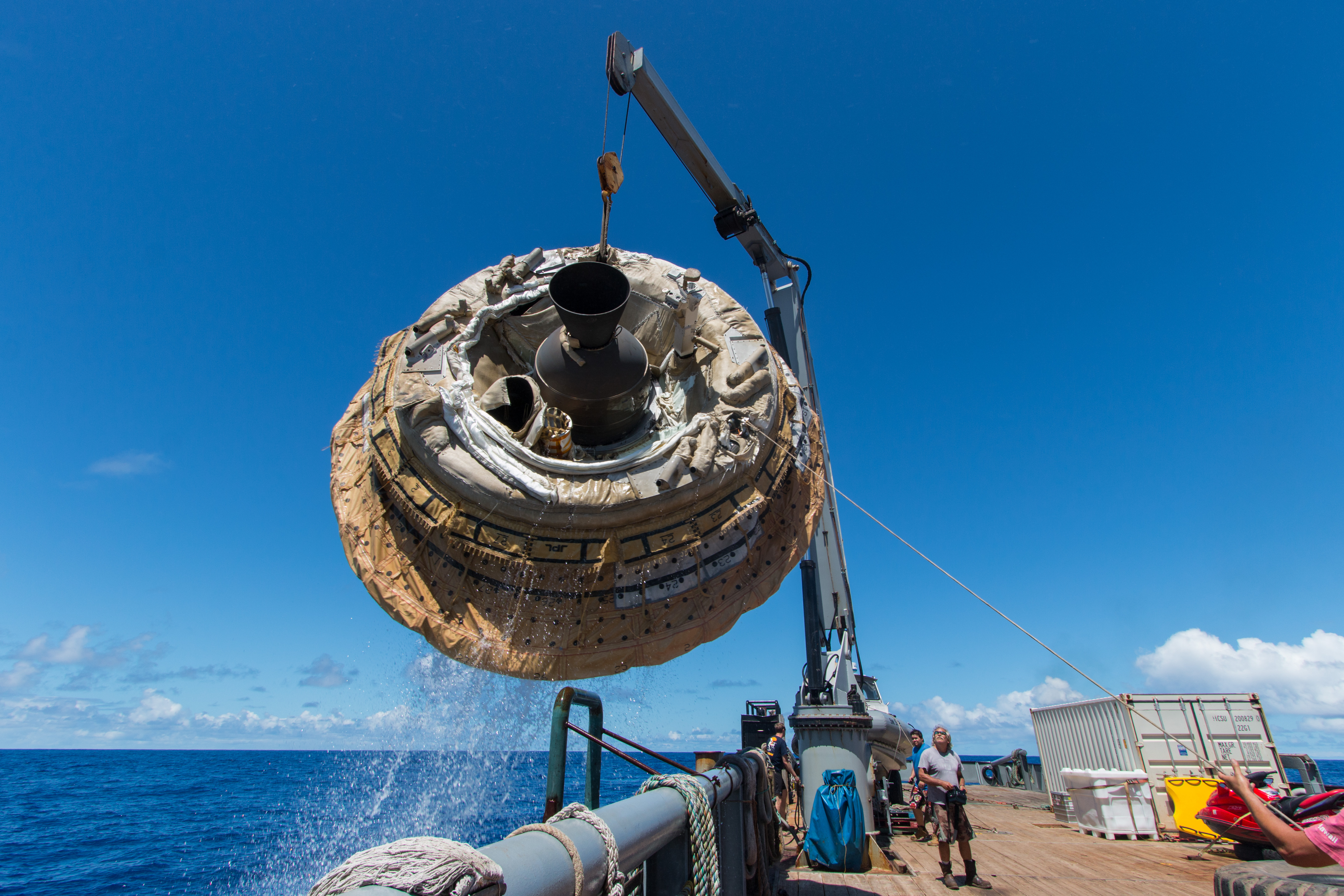
Récupération du démonstrateur après son amerrissage.

Le vol de démonstration du LDSD du 28 juin 2014 a pour objectif principal la validation de la procédure de test utilisée (recours à un ballon-sonde et à un étage à propergol solide) et le fonctionnement du décélérateur de type SIAD-R. Le nouveau parachute est également testé mais son bon déploiement est considéré comme un objectif secondaire. Le prototype du véhicule de descente martien est accroché pour le test à un ballon-sonde qui s'élève lentement dans l'atmosphère et le largue 3 heures plus tard lorsque l'altitude de 36 600 mètres est atteinte. Des petits moteurs-fusées sont utilisés pour mettre en rotation le démonstrateur et ainsi maintenir son orientation durant la phase propulsée. Une demi-seconde plus tard, le moteur à propergol solide solidaire du LDSD, de type Star 48 à tuyère longue, est mis à feu et le fait monter jusqu'à une altitude 54 900 mètres à une vitesse de Mach 4. La structure gonflable Supersonic Inflatable Aerodynamic Decelerator (SIAD) est alors déployée alors que la vitesse a été ramenée à Mach 3,8 et le dispositif décélère le véhicule jusqu'à Mach 2,5. Le LDSD déploie alors le parachute SDSD (Supersonic Disk Sail Parachute) qui achève de le ralentir. Le démonstrateur amerrit 40 minutes plus tard dans l'océan Pacifique à environ 400 à 600 km de son point de départ et est récupéré pour analyse du vol. Le démonstrateur a une masse totale de 3 120 kilogrammes pour un diamètre de 4,7 mètres (6 mètres une fois le décélérateur gonflé). Le ballon-sonde utilisé a un diamètre de 140 mètres pour une hauteur de 120 mètres au moment du largage du vaisseau.
Ce premier test est un succès partiel. Le décélérateur s'est bien gonflé et a rempli son office mais le parachute s'est partiellement déchiré puis mis en torche. Celui-ci n'avait pu être testé au sol faute de soufflerie d'une taille suffisante. Les données du vol ont été analysées pour déterminer les performances des deux dispositifs.

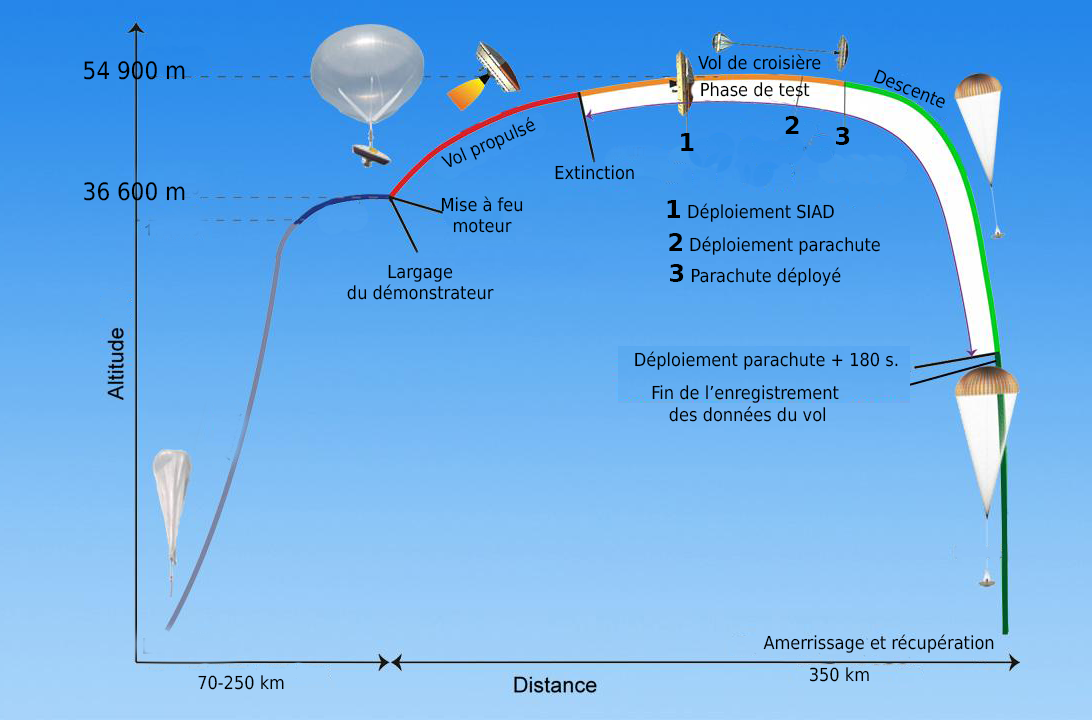
Déroulement du test.

### Déroulement du deuxième vol de démonstration du 8 juin 2015
À la suite de la défaillance du parachute testé lors du premier vol, une commission d'experts regroupant des scientifiques et des spécialistes du parachute baptisée SCOPE (Supreme Council of Parachute Experts), a été formée pour déterminer l'origine de l'anomalie et trouver des solutions. Des remèdes classiques ont été appliqués : renforcement des zones fortement sollicitées avec du kevlar et modification de la forme de la partie supérieure du parachute. Un deuxième test dont l'objectif est de qualifier cette nouvelle version du parachute a eu lieu le 8 juin 2015. Le déroulement de ce deuxième test est identique à celui du premier. Le bouclier gonflable remplit son rôle mais le parachute malgré les modifications apportées se déchire durant son déploiement,.

### Réduction du budget alloué au projet
À la suite d'une réduction du budget alloué à la mise au point de nouvelles technologies de 40 millions US$, la NASA décide en avril 2016 de réduire de 85 % le budget alloué au projet LDSD (3 millions US$ au lieu de 20 millions US$). Le troisième test est annulé par la suite.

## Réactivation du projet de décélérateur  gonflable: la mission LOFTID

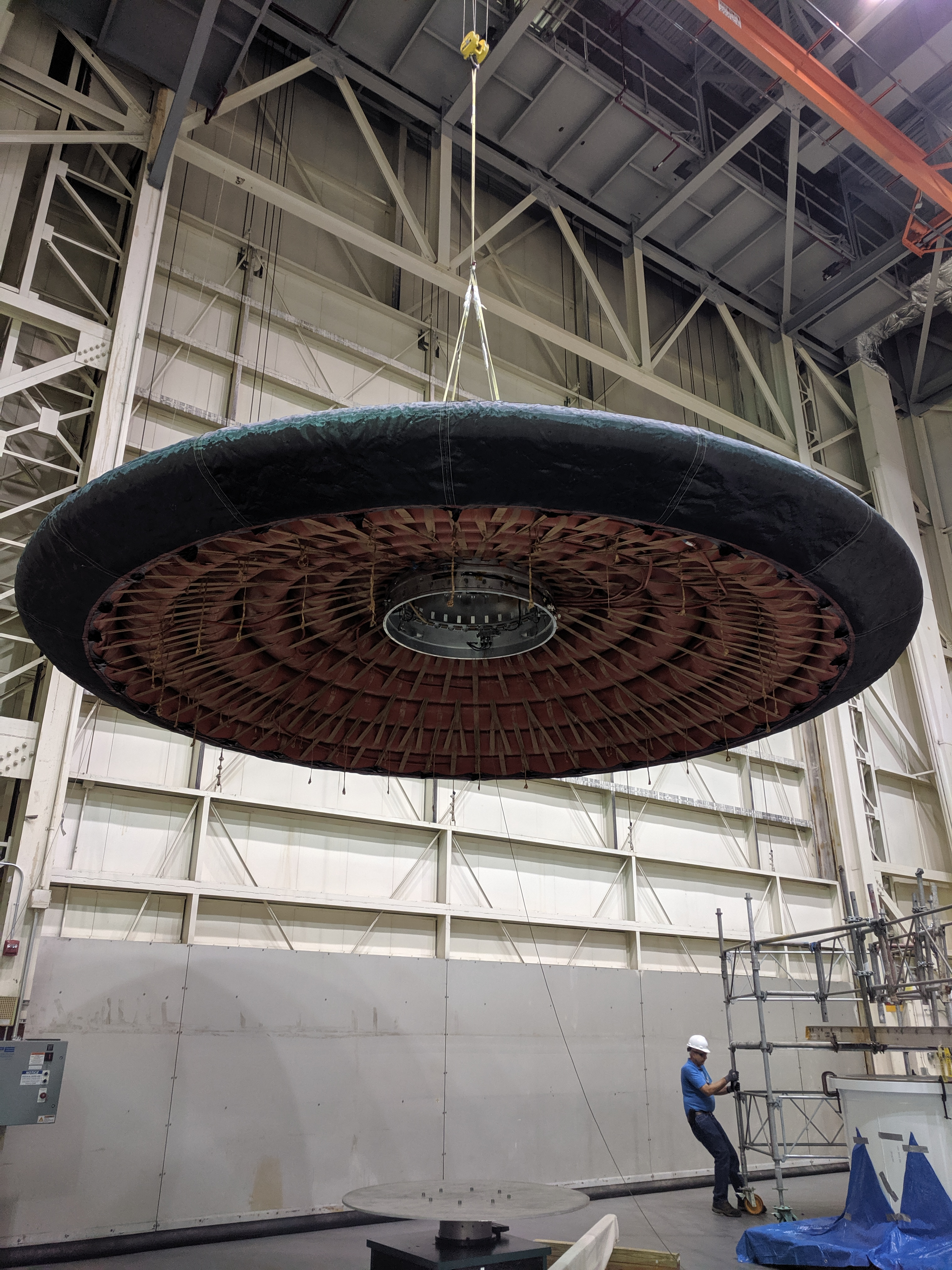
Le bouclier gonflable LOFTID au centre spatial Langley de la NASA.

La mission LOFTID reprend les objectifs de LDSD. Le 10 novembre 2022, un décélérateur gonflable de 6 mètres de diamètre (après déploiement) est placé sur une trajectoire suborbitale par un lanceur Atlas V qui le transporte en tant que charge utile secondaire. Après avoir bouclé un tour de la Terre, il effectue une rentrée atmosphérique atteignant la vitesse de mach 28. Le déploiement du bouclier puis celui du parachute lorsque la vitesse est descendu en-dessous de mach 0,7 se sont bien déroulés. Le bouclier a pu être récupéré,.